# Comtesse Dash
Gabrielle Anna de Cisternes de Courtiras, più nota con lo pseudonimo di Comtesse Dash (Poitiers, 1º agosto 1804 – Parigi, 9 settembre 1872), è stata una scrittrice francese.

## Biografia
Gabrielle Anna de Cisternes nasce a Poitiers da Anne-Marie Horens e Antoine Cisternes, identificato sull'atto di nascita con il titolo generico di directeur des domaines. La famiglia appartiene alla piccola nobiltà e il 20 giugno 1811, come da tradizione, invia la bambina in convento per la sua educazione. Nel 1821 arriva a Parigi, dove conosce il visconte Eugène Jules de Poilloüe de Saint-Mars, capitano dell'ottavo regimento dei dragoni, un'unità di cavalleria dell'esercito francese. La coppia si sposa a Poitiers il 9 ottobre 1822 e un maschietto nasce l'anno seguente. Nei primi anni di matrimonio Gabrielle segue il marito in tutti i suoi spostamenti ma il loro rapporto si degrada con il tempo. Quando la coppia si stabilisce a Parigi, la loro relazione è già in difficoltà e si separono di fatto probabilmente nel 1835.
Per Gabrielle inizia una nuova vita. Nella capitale conosce e tesse legami d'amicizia con Alexandre Dumas e Roger de Beauvoir, anch'egli scrittore e stretto amico di Dumas. Senza più alcun supporto economico, decide d'iniziare a scrivere. Invece di usare il suo vero nome, sceglie di pubblicare le sue opere usando lo pseudonimo di Comtesse Dash, in italiano Contessa Dash, per non suscitare imbarazzo alla sua famiglia. La scelta dello suo pesudonimo più famoso (ne utilizzerà anche altri) è dovuta al caso. Sembra che un giorno, in un salotto parigino, un cagnolino sia stato molto espansivo nei suoi confronti e che, chiedendo il nome del cane, lo abbia poi scelto come pseudonimo.
Come molti giovani scrittori, inizia pubblicando le sue opere su alcuni giornali come Le Figaro e L'Événement. Il suo primo romanzo viene pubblicato nel 1839 e s'intitola Le Jeu de la Reine (in italiano, Il gioco della regina). Ha 35 anni e da quel momento in poi scriverà sempre romanzi incentrati sui rapporti sentimentali. La critica è talvolta molto dura nei suoi confronti anche se le sue opere sono ben accolte dal pubblico. Alcuni romanzi pubblicati da Alexandre Dumas furono scritti dalla Comtesse Dash, come: La dame de volupté, Mémoires d'une aveugle e Princesse de Monaco, anche se quest'ultimo la stessa Comtesse Dash disse che era stato scritto da un'amica. È complicato ricostruire la sua bibliografia perché, a parte l'ortografia talvolta diversa del suo pseudonimo (talvolta appare scritto d'Ash) utilizzò anche altri pseudonimi fra cui Marie Michon e Jacques Reynaud.
Fu un'autrice prolifica, oltre ai romanzi, pubblicò sui giornali racconti, reportage e riuscì anche a pubblicare nel 1868 un'opera teatrale Les Comédies des gens du monde. Scrittrice infaticabile, lavorava ogni giorno dalle otto alle nove ore, mantenendo questi ritmi anche negli ultimi tempi quando era già malata.

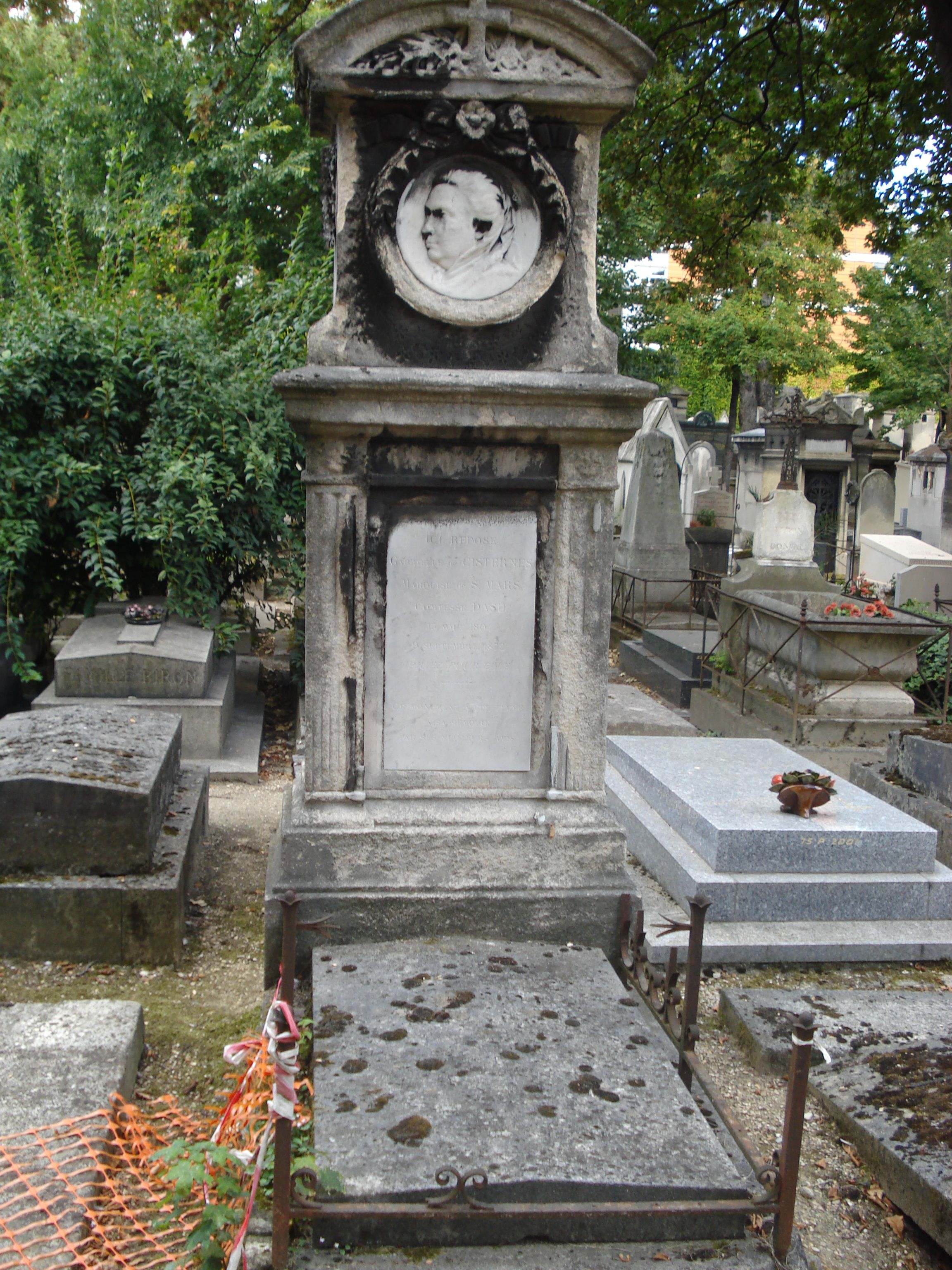
Monumento funebre di Gabrielle de Cisternes più nota come Comtesse Dash

La Comtesse Dash morì il 9 settembre 1872 nella sua casa di rue Nollet 8, a Parigi, e le sue spoglie furono inumate nel cimitero di Montmartre. Un anno dopo, alcuni suoi amici commissionarono all'architetto Maurice du Seigneur un monumento funebre, ingentilito da un medaglione con la sua effigie in marmo bianco, opera di Anatole Marquet de Vasselot.

## Pubblicazioni
- Le Jeu de la Reine (1839)
- La Chaîne d'or (1840)
- Les Bals masqués (1842)
- La Marquise de Parabère (1842)
- Les Amours de Bussy-Rabutin (1842 Le Crédit, quotidiano)
- Un Mari (1843)
- Le Château de Pinon (1844)
- Les châteaux en Afrique (1844)
- Arabelle (1845)
- Mademoiselle de La Tour du Pin (1847)
- Keepsake des jeunes personnes (1847)
- La Marquise sanglante (1849)
- Les Amours de Bussy-Rabutin (1850)
- La Bien aimée du Sacré-Coeur (1851)
- Quatorze de dames (1852)
- La Chamoinesse (1852)
- La Pomme d'Ève (1853)
- Les Orphelins (1853)
- La Place royale (1853)
- Le Neuf de pique (1853)
- Un Homme de génie (1853)
- L'abbé de Bourbon (1853)
- La Dernière fleure d'une couronne (1854)
- Mercédès (1854)
- La Dernière favorite (1855)
- La Fée du jardin (1855)
- La Comtesse de Bossut (1855)
- Mémoires d'une aveugle (1856)
- Mademoiselle de Pons (1856)
- La Belle Aurore (1856)
- Les Degrés de l'échelle: Comment tombent les femmes (1857)
- La Duchesse de Lauzun (1858)
- Le Fruit défendu (1858)
- Portraits contemporains (1859) (con la pseudonimo Jacques Reynaud)
- La Poudre et la Neige (1859)
- Les Châteaux en Afrique (1859)
- La Marquise sanglante (1859)
- Le Salon du Diable (1860).
- Les Lions de Paris (1860)
- La Duchesse d'Eponnes (1860)
- Le Salon du diable (1860)
- La Princesse Palatine (1860)
- La Belle aux yeux d'or (1860)
- La Sorcière du roi (1861)
- Les Galanteries à la cour de Louis XV (serie composta da 4 volumi: Le Parc aux cerfs, Les Maitresses du roi, Jeunesse de Louis XV, La Régence) (1861-1862)
- Le Nain du diable (1862)
- Les Dernières Amours de Madame Du Barry (1864)
- Trois amours (1864)
- La Jolie bohémienne (1864)
- La Chambre bleue (1864)
- Les Secrets d'une sorcière (1864)
- La Dame du château muré (1864)
- La Belle Parisienne (1864)
- Les Folies du cœur (1865)
- Une Rivale de la Pompadour (1865)
- Madame de la Sablière (1865)
- Le Château de la Roche-Sanglante (1865)
- Mademoiselle Cinquante Millions (1866)
- Les Vacances d'une Parisienne (1866)
- Les Héritiers d'un prince (1866)
- La Chambre rouge (1867)
- Comment tombent les femmes (1867)
- La Bohème au XVII siècle (1867)
- Le Drame de la rue du Sentier (1868)
- Comment on fait son chemin dans le monde. Code du savoir-vivre (1868)
- Le Mari de ma sœur (1868)
- Les Femmes à Paris et en Province (1868)
- Le Chien qui sème des perles (1866)
- La Princesse de Conti (1868)
- Le Drame de la rue du Sentier (1868)
- Les Comédies des gens du monde (1868)
- Le Souper des fantômes (1868)
- Les Soupers de la Régence (1869)
- Bohème et noblesse (1869)
- Les Aventures d'une jeune mariée (1870)
- La Nuit de noces (1870)
- La Vie chaste et la vie impure (1870)
- Le Fils du faussaire (1872)
- Un Secret de famille (1872)
- La Fée aux perles (1872)
- Le Beau voleur (1876)
- Une Femme entre deux crimes (1879)
- Mémoires des autres (1896-1898)